# Mashpee

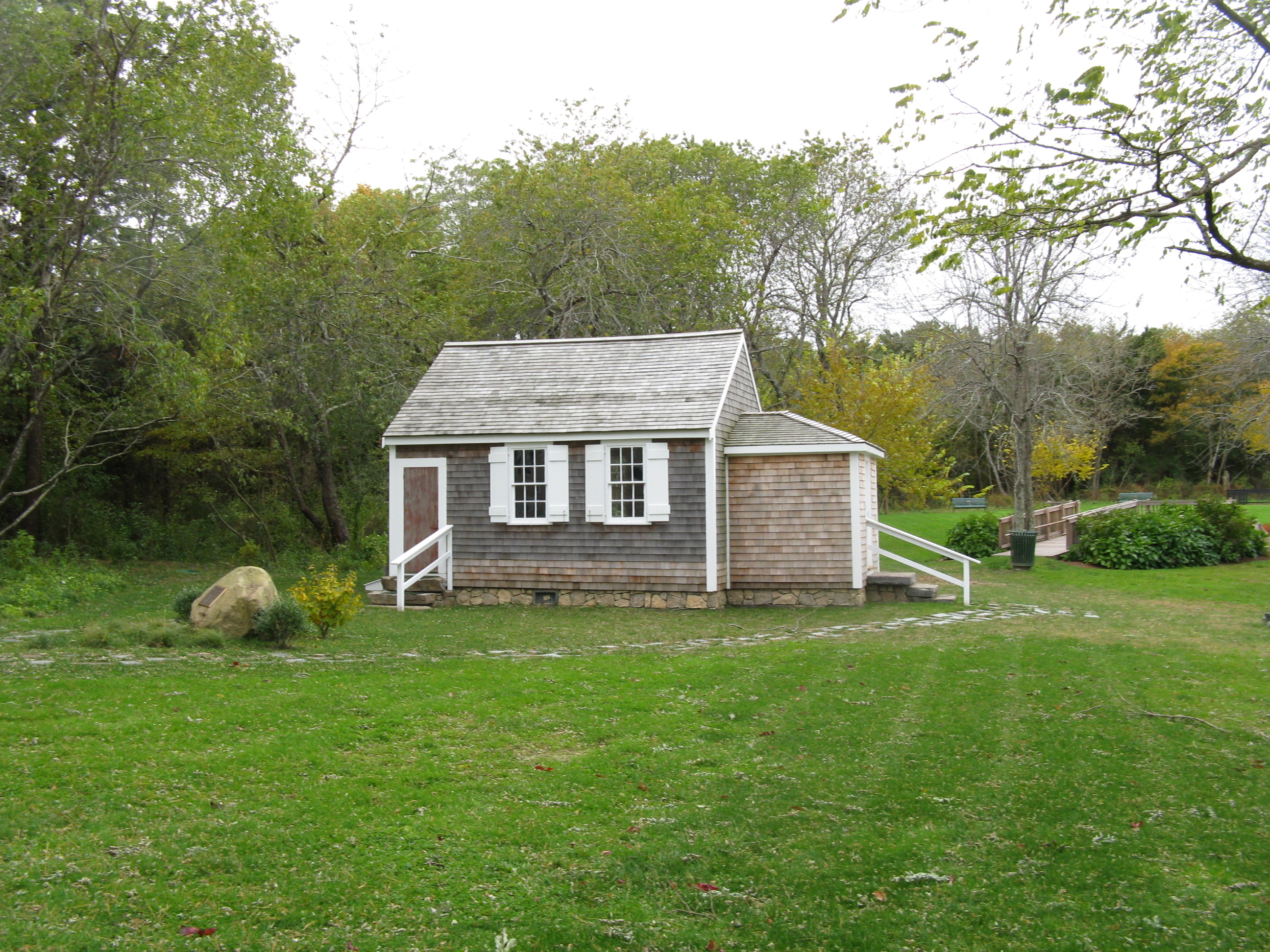

Mashpee är en kommun (town) i Barnstable County i delstaten Massachusetts, USA. Vid folkräkningen år 2000 bodde 12 946 personer på orten. Den har enligt United States Census Bureau en area på totalt 70,6 km² varav 9,7 km² är vatten.